# José Freire Falcão
José Freire Falcāo (Ererê, 23 de octubre de 1925-Brasilia, 26 de septiembre de 2021) fue un cardenal brasileño, arzobispo de Brasilia.

## Biografía

### Formación
Asistió a la escuela primaria y secundaria en su ciudad y en Russas. En 1938, entró en el seminario de Prainha en Fortaleza, donde realizó sus estudios superiores, así como la licenciatura en filosofía y teología.

### Sacerdocio
Fue ordenado sacerdote el 19 de junio de 1949, en Limoeiro do Norte. Inmediatamente después, comenzó su ministerio como vicario de la Catedral. También fue vicedirector de la Escuela Secundaria Diocesana, profesor en el seminario menor y en otras escuelas, así como capellán de Acción Católica. 

### Episcopado
Después de dieciocho años de ministerio sacerdotal, el 24 de abril de 1967, fue elegido obispo titular de Vardimissa y nombrado coadjutor con derecho de sucesión al obispo de Limoeiro do Norte. Recibió la ordenación episcopal el 17 de junio de 1967, y después de dos meses, el 19 de agosto, asumió el gobierno pastoral de la diócesis. 
El 25 de noviembre de 1971, fue promovido a arzobispo de Teresina. Dirigió esta iglesia particular durante doce años. El 15 de febrero de 1984, fue trasladado a la Arquidiócesis de Brasilia. 
Fiel a su lema episcopal: «Servir en la humildad», dedicó cada momento al desarrollo de las comunidades eclesiales que se le encomendaron, con gran deseo de proclamar la verdad del Evangelio y con un amor sincero y profundo de la Iglesia y al prójimo. También llevó a cabo importantes funciones dentro de la Conferencia Nacional de Obispos de Brasil (CNBB). En particular, fue miembro de la Comisión para la Pastoral, presidente del Movimiento para la Educación Básica, miembro del Consejo Permanente y de la Comisión Representativa.
Fue miembro de los Departamentos de Educación y de las Vocaciones, y miembro del CELAM (Consejo Episcopal Latinoamericano), responsable de las sesiones sobre el ecumenismo. Además, participó en la Conferencia Episcopal Latinoamericana y fue el segundo vicepresidente del CELAM.
También escribió artículos mensuales para el diario «Noticias de Brasil» y para el «Courier brasileño». Su firma apareció semanalmente en el Boletín Litúrgico de la Arquidiócesis, «Pueblo de Dios».

### Cardenalato
Fue creado y proclamado cardenal por Juan Pablo II en el consistorio del 28 de junio de 1988 con el título de S. Luca a via Prenestina (San Lucas en la Via Prenestina). Pasó a ser arzobispo emérito de Brasilia desde el 28 de enero de 2004.
Falleció en Brasilia el 26 de septiembre de 2021 a causa de la COVID-19, siendo enterrado en la Catedral.